# Elvin Äliyev
Elvin Äliyev (azerbajdzjanska: Elvin Əliyev, eller Elvin Füzuli oğlu Əliyev; Elvin Füzuli oğlu Äliyev), född 21 augusti 1984, är en azerbajdzjansk fotbollsspelare som för närvarande spelar för den azerbajdzjanska klubben Ravan Baku.